# Russkij Aktasz
Russkij Aktasz (ros. Русский Акташ) – wieś (sieło) w Rosji, w Tatarstanie, w rejonie almietjewskim. W 2021 liczyła 3770 mieszkańców.